# Nwa
Pour les articles homonymes, voir NWA.
Nwa est une commune du Cameroun située dans la région du Nord-Ouest et le département du Donga-Mantung.

## Population
Lors du recensement de 2005, la commune comptait 69 954 habitants, dont 7 400 pour Nwa Ville.

## Structure administrative de la commune
La zone urbaine est composée des villages de Mfe, Nwa et Mbem. De plus, la commune comprend notamment les villages suivants :
- Adere
- Bang
- Bitui
- Bom
- Fa'am
- Gom
- Jator-Gwembe
- Jui
- Koffa
- Kom
- Kwaja
- Kwak
- Lih
- Lus
- Manang
- Mbah
- Mballa
- Mbat
- Mbepji
- Mbirikpa
- Ncha
- Ngom
- Ngomkow
- Ngu
- Ngung
- Nguri
- Nking
- Nkot
- Ntem
- Ntim
- Ntong
- Nwanti
- Nwat
- Nyurong
- Rom
- Sa'am
- Sih
- Yang